# Claire Becker
Claire Becker es una artista y escultora francesa radicada en México que ha participado en exposiciones tanto individuales como colectivas en países como Alemania, Italia, Nueva York, Canadá, México, Chile y Cuba. Obtuvo la medalla de plata en escultura otorgada por la Sociedad Arts Sciences Lettres, en Francia. Con la beca de la Fantasy Fountain, estudió en The Art Student League, en la ciudad de Nueva York y con el apoyo de la Fundación Cropsy Apprenticeship for Sculpture formó parte del taller de escultura de Greg Wyatt en Estados Unidos, donde comenzó a ejercitar la técnica de la escultura en bronce.

## Formación académica
Estudio Artes Plásticas y Danza en Estrasburgo. Durante su juventud continuó sus estudios en danza en los Estados Unidos matriculada en la Washington School of Ballet, posteriormente obtuvo la beca para continuar su preparación como bailarina en Nueva York en los estudios Steps.
Residió en Nueva York durante diez años, en este tiempo se desempeñó como bailarina profesional, maestra de ballet y comenzó a trabajar como artista visual. Uno de sus primeros trabajos en este ámbito lo realizó mediante una propuesta de joyería en plata.
Después de haber formado parte del taller de escultura en bronce de Greg Wyatt durante tres años, decidió dedicarse exclusivamente a la escultura en distintas escalas, pero siempre atraída hacia lo monumental.
En 1997 viajó a México y decidió establecerse en Xalapa, Veracruz, lugar en donde realizó sus primeras esculturas pensadas para ubicarse en el espacio público, destacan Plenitud (2008) y Fuente de las sonrisas (2008), que se encuentran en el Fraccionamiento Las Cumbras de Xalapa, Veracruz. En esta ciudad comenzó a participar en diferentes exposiciones individuales y colectivas que tuvieron lugar entre los años 2001 y 2007 en espacios como la Galería Alva de la Canal y el Museo de Antropología de Xalapa. En 2009 participó en la Bienal de Venecia donde exhibió la escultura El aire que respiramos (2009). Desde esa fecha se mudó a la Ciudad de México, en donde reside.

## Exhibiciones individuales
- 2001. Reconciliación, Galería Alva de la Canal, Xalapa, Veracruz.
- 2002. Envolturas del deseo, Galería Misrachi, Ciudad de México, México.

- 2003. La mesa puesta, Galería Marie Louise Ferrari, Xalapa, Veracruz.
- 2016. La mesa puesta, Museo de la Mujer, Ciudad de México, México.

## Exhibiciones colectivas
- 2001. Primer Simposio Internacional de Escultura, Instituto Veracruzano de la Cultura, FONCA, Jardín de las Esculturas, Xalapa, Veracruz.
- 2002. Juntas pero no revueltas, Fondo Cultural Carmen Autrique, Ciudad de México, México.
- 2003. Colectiva de invierno, Galería Misrachi, Ciudad de México, México.
- 2006. Confrontaciones, Pablo Goebel Fine Arts, Ciudad de México, México.
- 2008. Las violentas son flores del deseo, muñecas, Coordinación Nacional de Literatura del INBA, Ciudad de México y Festival de las letras, San Luis Potosí.
- 2010. Carne, Museo del Arzobispado de la Ciudad de México.
- 2011. Diferente, Museo Universitario del Chopo, Ciudad de México, México.